# Підрозділ HP Indigo
Підрозділ HP Indigo, є компанією Indigo Digital Press, яка була куплена Hewlett-Packard. Вона розробляє, виробляє і продає цифрові рішення для друку, включаючи друкарські машини, витратні матеріали і програмне забезпечення. Заснована в 1977 році, була придбана HP в 2001 р. Має офіси по всьому світу, зі штаб-квартирою в Нес-Ціона, Ізраїль.
Клієнтські рішення HP Indigo включають комерційні принтери, спеціалізовані принтери для друку етикетки і упаковки, фотоальбомів, складної картонної коробки, гнучкої упаковки, книг, навчальних посібників і спеціальних робіт.
Здатність цифрових друкарських машин друку без пластин дозволяє використовувати змінні дані, такі як текст або зображення, наприклад, в персоналізованих маркетингових додатках, або в фотоальбомах, які зазвичай друкуються в одному екземплярі. Цифрові преси також роблять малотиражний друк рентабельним шляхом скорочення часу підготовки. Таким чином, цифрові друкарські машини змінили економічні моделі для друку в самих різних сегментах ринку.

## Історія

### Рання історія
Назва Indigo походить від компанії, створеної Бенні Ланда в 1977 році. Ланда, відомий як батько цифрового офсетного кольорового друку, народився в Польщі. Після Другої світової батьки іммігрували в Едмонтон, Альберта, Канада.
Інтерес Ланди до друку сходить на той час, коли він дитиною працював у фотостудії свого батька. Його батько купив сигаретний магазин з невеликою фотостудією, яку він переробив, використовуючи свої навички тесляра, в свою власну портретну студію. У той час в Лондоні, будучи студентом Ланда отримав роботу в Commercial Aid Printing Services (CAPS), компанії, що пропонує послуги друку і мікроплівку. Ланда зіграв важливу роль в розробці рішення, яке виграло компанії контракт з Rolls Royce, завдяки цьому Він був призначений начальником відділу досліджень і розробок. Проте, CAPS не вистачало виробничого капіталу і в 1969 році взяло участь в конкурсах. У 1971 році він приєднався до Джеральда Франкеля, власника CAPS, і заснував нову компанію — Imaging Technology (Imtec). Landa очолив діяльність R&D компанії Imtec і винайшла основну технологію обробки зображень компанії. При дослідженні рідких тонерів в Imtec він працював над методом високошвидкісної розробки зображень, який пізніше привів до винаходу ElectroInk.
На початку 1990-х років Indigo перейшов з бізнесу, орієнтованого на дослідження, в повномасштабну компанію з виробництва друкарського обладнання. Першим продуктом компанії стане цифровий плоттер / дублікатор, в результаті чого крихітна компанія (продажі в 1991 році склали менше 5 мільйонів доларів США, отримуючи прибуток в розмірі 440 000 доларів), буде йти нога в ногу з такими гігантами індустрії, як Xerox і Canon.
У 1993 році Indigo запустила E-Print 1000 на виставці IPEX. E-Print 1000 зменшує затрати і час в процесі налаштування друкованої плати, друкується безпосередньо з комп'ютерного файлу і забезпечує недорогий дрібносерійний кольоровий друк. Зображення не тільки можуть бути легко змінені, їх можна змінювати зі сторінки на сторінку, не виконуючи додаткових налаштувань, ані пауз в прогоні друку. Замість того, щоб друкувати на металевих пластинах, E-Print створила приховане зображення на фотодруці або PIP з використанням електростатичного заряду. Ця заряджена область потім приверне заряджений ElectroInk, який, своєю чергою, буде перенесений в ITM або бланк, а потім знову перейде з бланка на папір або на іншу підкладку. Оскільки 100 % чорнила переходить від PIP до бланка на підкладку, при кожному обертанні преса можна друкувати інше зображення і колір. У той же час кольорові чорнила Indigo на основі ElectroInk пропонують якість друку, рівнозначну традиційним процесам друку. Майже 20 років по тому, попри численні технологічні вдосконалення, преси Indigo як і раніше засновані на цій технології.
У 1994 році Indigo провела первинне публічне розміщення акцій на фондовій біржі NASDAQ, продавши 52 мільйони акцій за ціною 20 доларів США за акцію і залучивши 100 мільйонів доларів. Пропозиція зменшила особистий холдинг Landa в Indigo до 70 відсотків. У міру того, як акції продовжували рости, в наступному році вартість паперів Ланди досягла приблизно 2 млрд дол. США до 1995 року.
На виставці drupa в 1995 році Indigo запустила ще один продукт: прес Omnius. У той час як E-Print сфокусувалася на однотипному друці середнього обсягу, Omnius перевів цифровий друк на різні поверхні, включаючи пластик, картон, плівку, банки, пляшки та інші пакувальні поверхні. Omnius був попередником сучасного портфеля етикеток Indigo і пакувальних пресів.
Наприкінці 1995 року продажі Indigo не досягнули очікуваних рівнів, і компанія виявилася надмірною. Попри значне зростання доходів до 165 млн дол., Компанія закінчила свій четвертий рік збитками в розмірі близько 40 млн дол. США. Однак Джордж Сорос і раніше вірив в потенціал компанії і збільшив свої інвестиції до 30 відсотків акцій Indigo до 1997 року. До 1998 року компанія поліпшила свої фінансові показники, а виторг вперше перетнула позначку в 200 мільйонів доларів.
У 2000 році компанія Hewlett-Packard вклала 100 млн доларів в Indigo, купивши 14,8 млн звичайних акцій Indigo, що становить 13,4 % акцій компанії. 6 вересня 2001 року HP оголосила про те, що придбає усі випущені акції Indigo Indigo NV (NASDAQ: INDG) приблизно на 629 мільйонів доларів США в звичайних акціях HP і потенційну майбутню грошову виплату в розмірі до 253 мільйонів доларів, залежно від досягнення Indigo цілей довгострокового доходу, для сукупної потенційної виплати до 882 млн дол. США.
У наступні роки HP продовжувала інвестувати в ізраїльські компанії графічного мистецтва, придбавши Scitex Vision  в 2005 році і Nur Macroprinters в 2007 році.
Інші співробітники HP в Ізраїлі (які включають не тільки співробітників підрозділу Indigo, але і Scitex і ізраїльські підрозділи HP Labs), зробили його другим за величиною іноземним роботодавцем після Intel.

### Історія об'єднання
Під керівництвом HP, Indigo розвивався та ріс, щоб стати світовим лідером в області промислового цифрового друку. У 2002 році вони оголосили про випуск першого продукту, виготовленого спільно з HP: HP Indigo 5000, і їх друге покоління продуктів (відомий внутрішньо як «серії 2»). Інші продукти, що відносяться до цієї серії були рулонними ws4000 серії.

#### Запуск третьої серії
На drupa 2008 Indigo анонсувала цифровий прес Indigo 7000 зі збільшеною на 70 % продуктивністю в порівнянні з серією 2. Цей продукт ще більше підштовхнув точку беззбитковості в порівнянні з офсетною літографією.
Інші преси, представлені на drupa, включали подвійний двигун Indigo W7200 і нову похідну для етикеток Indigo WS6000.
У серпні 2009 року HP оголосила, що вони досягли 5000 цифрових друкарських машин Indigo, які працюють у всьому світі.
Компанія займає перше місце на ринку цифрового друкарського обладнання в США і, за словами представників HP, має 75 % частку на світовому ринку цифрового комерційного фотодруку.

#### Продукція четвертого покоління
У березні 2012 HP Indigo представив Indigo 10000 B2/29" цифрову друкарську машину. І випустив її на ринок через рік. До березня 2016 року в більш ніж 20 країнах налічувалося понад 200 замовників Indigo 10000.
У вересні 2013 року Indigo заявила про домінування на ринку вузьких етикеток, а генеральний директор Alon Bar-Shany назвав прес Indigo WS6600 «найпродаванішим рішенням у вузькій вебіндустрії».
У 2014 році HP Indigo ознаменувала запуск нових цифрових пресів 20000 і 30000, спрямованих на ринки упаковки. Преси призначені для гнучких пакувальних конвертерів, етикеточних перетворювачів і складних картонних установок.
У 2016 році Indigo анонсувала новий портфель, заснований на інноваціях на чотирьох основних принципах своєї технології: якість, колір, додатки і продуктивність. Вони також оголосили про хмарну платформу PrintOS, створену допомагати клієнтам.

## Бізнес-модель і клієнти
HP Indigo використовує запатентовану технологію і бізнес-модель, яка продає як преси, так і їх витратні матеріали, а також надає сервісні послуги. Преси збираються на спеціалізованому об'єкті в кампусі HP Kiryat Gat, а фарби виробляються як в Кирьят-Гаті, так і в TUAS, Сінгапур.
Indigo має понад 4500 клієнтів в 120 країнах по всьому світу. Вони включають деякі з найбільших імен в світі друку, в тому числі Cimpress і Consolidated Graphics (тепер частина RR Donnelley), а також широкий спектр малих і середніх постачальників послуг друку, етикеток і пакувальних конвертерів.
За даними Indigo GM Alon Bar-Shany, обсяг друку на пресах Indigo збільшився більш ніж на 50 % з 2012 по 2016 рік, досягнувши приблизно 30 сторінок B.
2005 ознаменував створення Dscoop, незалежної групи користувачів Indigo і рішень HP Graphic Arts. До 2015 року він досяг понад 7000 користувачів, включаючи власників і технічний персонал. Членство Dscoop безкоштовно для користувачів HP Graphic Arts по всій Америці, Європі, на Близькому Сході і в Африці, Азіатсько-Тихоокеанському регіоні і Японії.

## Портфоліо
Існує кілька сімейств пресів HP Indigo, які можна в цілому згрупувати за типом механізму обробки паперу, з яким вони працюють: листовий або рулонний.
Листові преси друкують на аркушах, мають фідерну систему, що складається з ящиків і/або піддону, і друкують на обох сторонах паперу (двосторонній друк/покращувач), друковані аркуші збираються в  накопичувачі, головним чином для паперового друку. Приклади листових пресів: HP Indigo 7900, HP Indigo 10000 і новий HP Indigo 12000.
Рулонні преси друкують на рулонах, часто згадуваних як сітка, система подачі (розмотувач) безперервно подає папір, друк на одній стороні підкладки (симплекс) віддруковані рулони можуть бути зібрана на перемоточному обладнанні або розрізані на листи. Прикладами друкарських машин є вузькоформатний прес HP Indigo WS6800 для етикеток і гнучкої упаковки, цифрового друку Indigo 20000 і Indigo W7250 для книг, фотографій і інших комерційних додатків.
Запуск цифрової друкарської машини HP Indigo 10000 в 2012 році ознаменував перший випадок, коли компанія приступила до платформи, яка підтримує розмір паперу за межами A3. У паперовому форматі B2/29.5" вони націлені на збільшення продуктивності і діапазону застосування послуг друку.
У 2014 році були випущені два нових продукти на базі одного і того ж типу двигуна/формату Indigo 20000 і Indigo 30000, призначених для ринку гнучкої упаковки і складних картонних коробок відповідно.
У 2016 році Indigo представила 80/хв на метр рулонний прес 80000 для виробництва етикеток, а також нові моделі своїх листових пресів: 12000, 7900 і 5900. Також анонсований Indigo 50000 з рулонами B1, який планується випустити в 2017 році. Крім того, оголошено нові рішення для упаковки післядрукарського друку під парасолькою Pack Ready і продемонстрована концепція цифрового комбінованого друку для етикеток.

### Чорнила
Кожен прес Indigo має до 7 кольорових станцій, які можуть використовувати блакитні, пурпурні, жовті, чорні і різні спеціальні і точкові кольорові чорнила, такі як білий, сріблястий, ультрафіолетовий і прозорий.
HP надає можливість користувачам змішувати свої власні кольори чорнила відповідно до рекомендацій Pantone. Це характерно для нецифрового офсетного літодруку, і це одна з особливостей, яка відрізняє процес HP Indigo. «Off-press» колір змішуюється з 11 кольорів (з 15 оригінальних) спектра Pantone на офлайновій станції змішування чорнила. Користувачі також можуть замовити спеціальні попередньо змішані кольори від HP Indigo, наприклад, флуоресцентний рожевий. Преси HP Indigo доступні в конфігураціях, що підтримують чотири, п'ять, шість або сім кольорів.

### Рішення для робочих процесів
На drupa 2008 Indigo представила нову стратегію для свого портфоліо під назвою HP SmartStream, засновану на власній розробці та партнерстві з іншими промисловими постачальниками. Серед анонсів був продукт [web-to-print] в партнерстві з Press-Sense (пізніше куплений розробниками Bitstream з Pageflex). Вони також випустили нові версії своїх цифрових інтерфейсів (DFE).
Сьогодні їх портфоліо робочих процесів SmartStream заснований як на власних продуктах, так і на партнерських відносинах з іншими виробниками графічних продуктів в таких областях, як створення робочих місць, попередній друк, друк і друк змінних даних.

### Виробництво
У 2004 році HP інвестувала 100 мільйонів шекелів у нове місці виробництва в Кирьят-Гат, Ізраїль. Завод відповідає за виробництво HP Indigo ElectroInk. Існує сестра об'єкту в Сінгапурі, яка також виробляє Indigo ElectroInk.
У 2007 році в Кирьят-Гаті був відкритий сусідній апаратний центр. Тут збирають фрейми, фідери і інші компоненти з двигунами в готові преси, а також центр служить місцем для виготовлення інших витратних матеріалів, що замінює оператор.
Наприкінці 2012 року HP Indigo відкрила другий завод з виробництва чорнила в Кирьят-Гаті, який зосередиться на виробництві ElectroInk для нового сімейства пресів: цифрових друкарських машин HP Indigo 10000, Indigo 20000 і Indigo 30000. Повідомляється, що ця будівля площею 118 000 квадратних футів є першою будівлею в країні і перше виробниче підприємство HP по всьому світу, що відповідає екологічним стандартам LEED Silver.

## Критика
Ранні версії преса (Series 1) були схильні до проблем з обв'язкою і адгезією чорнила. Однак нові моделі виправили більшість з цих проблем.